# Emil Orlik
Emil Orlik (21. července 1870 Praha – 28. září 1932 Berlín) byl pražský malíř, grafik, fotograf a výtvarník.

## Život
Narodil se v Praze na Václavském náměstí v hotelu U arcivévody Štěpána jako nejmladší syn z deseti dětí krejčího Moritze Orlika (1823–1897) z Ostředku u Benešova a jeho manželky Anny, rozené Steinové (1833–1913).

Po absolvování novoměstského gymnázia 30. září 1889 dostal povolení k cestování a odeše do Mnichova ke studiu u srbskégho malíře Heinricha Knirra, ale již o rok později, 25. září 1890 se přihlásil do armády jako jednoroční dobrovolník. Ve studiu pokračoval na . na Akademii výtvarných umění v Mnichově v letech 1892–1894, po té se vrátil do Prahy. Rok 1900/1901 strávil pobytem v Japonsku, kde studoval především grafiku. Dále cestoval do Číny, Ruska a do Egypta. Umělecká díla z Dálného Východu sbíral.
Věnoval se malbě i kresbě. Svým stylem se zařadil do proudu vídeňské i berlínské secese a vešel ve známost především jako portrétista. Portrétoval například Henrika Ibsena, Bernharda Pankoka, Gustava Mahlera, Hermanna Bahra, Maxe Klingera, Marii von Gompertz, Käthe Kollwitz nebo básníka Oskara Loerkeho.
Od roku 1905 Orlik vyučoval v Berlíně na „Meisterschule für Graphik und Buchgewerbe“ (Mistrovské škole grafiky a knižních řemesel). K jeho žákům zde patřili mj. němečtí výtvarníci George Grosz, Hanna Höch, Karl Hubbuch nebo Carl Meffert. V té době Orlik vytvořil mj. portréty Ernsta Barlacha, Lovise Corintha, Otto Dixe, Franze Werfela, Thomase Manna, Alberta Einsteina a Alfreda Döblina. Vytvořil také řadu návrhů kostýmů a scén pro inscenace Maxe Reinhardta, knižních ilustrací a ex libris. Z grafických technik nejčastěji používal barevný dřevoryt, litografii, také lept.

## Galerie

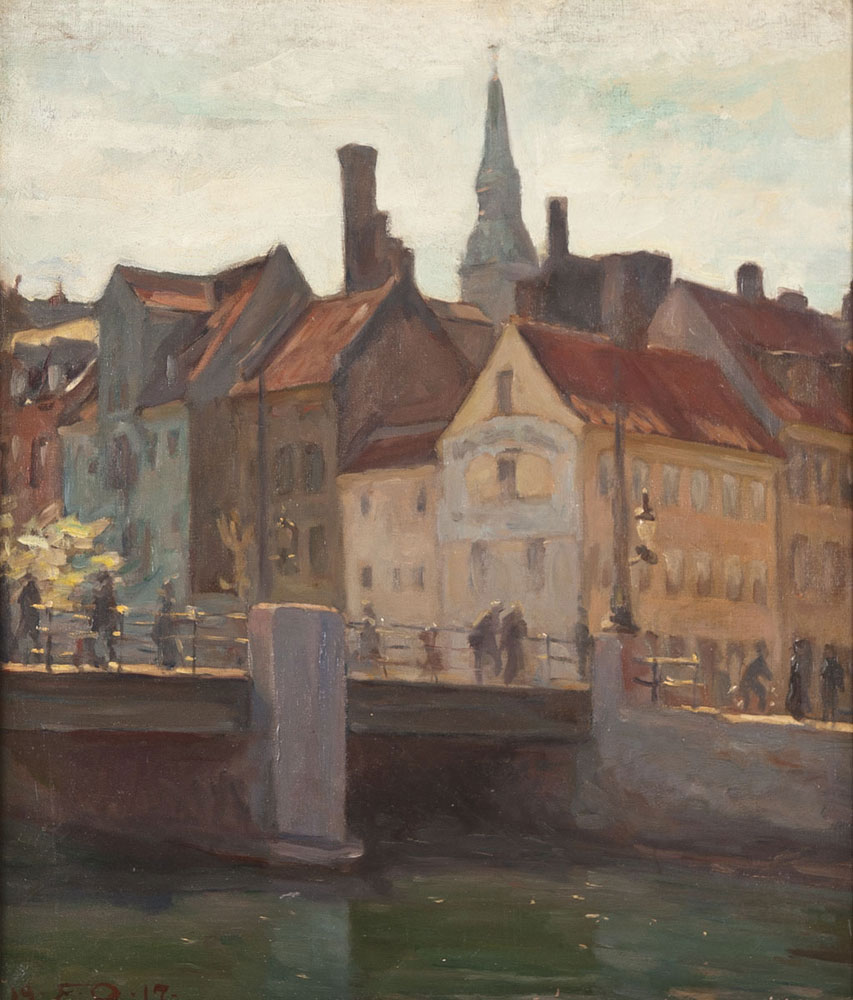
Most v Kodani (1917)
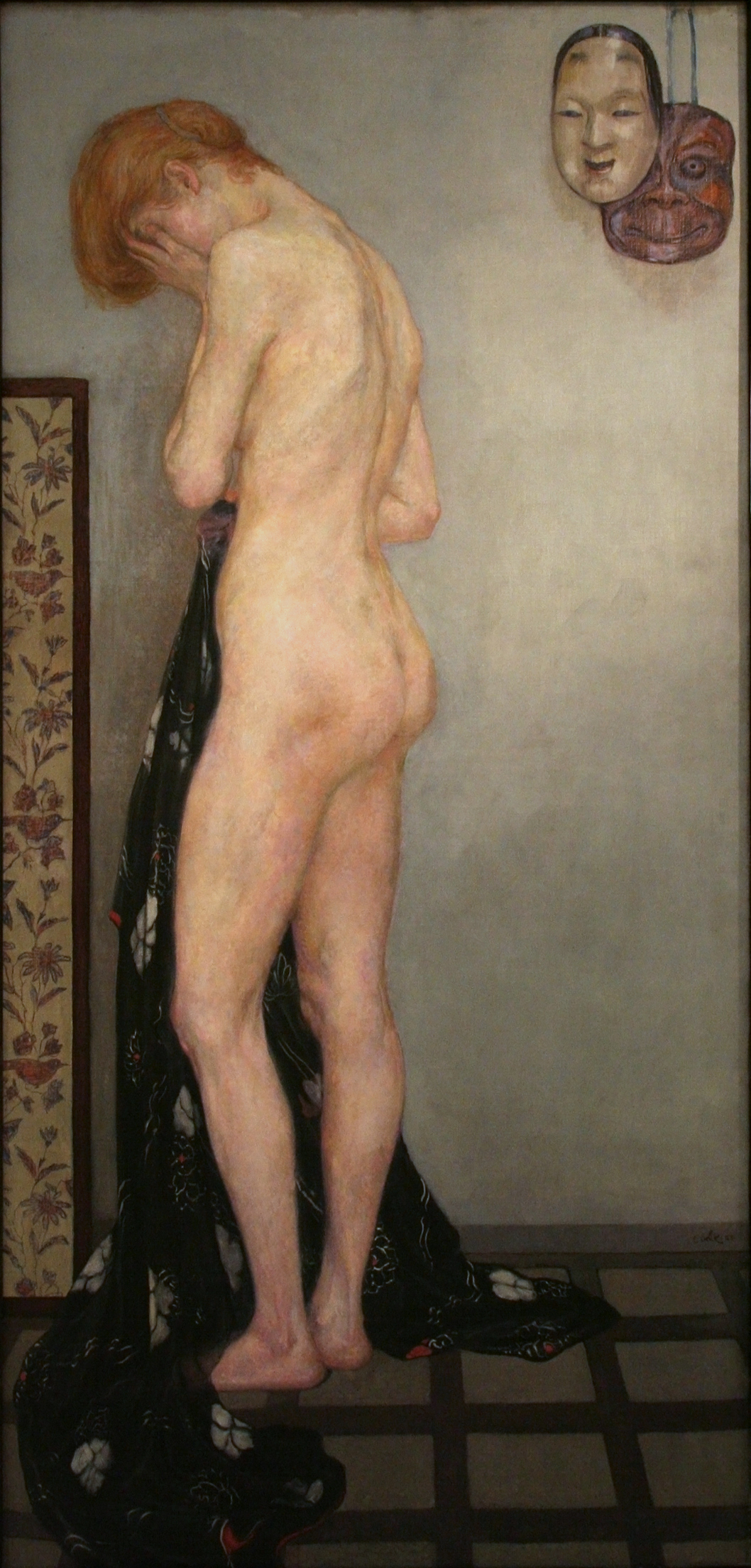
Model (1904)
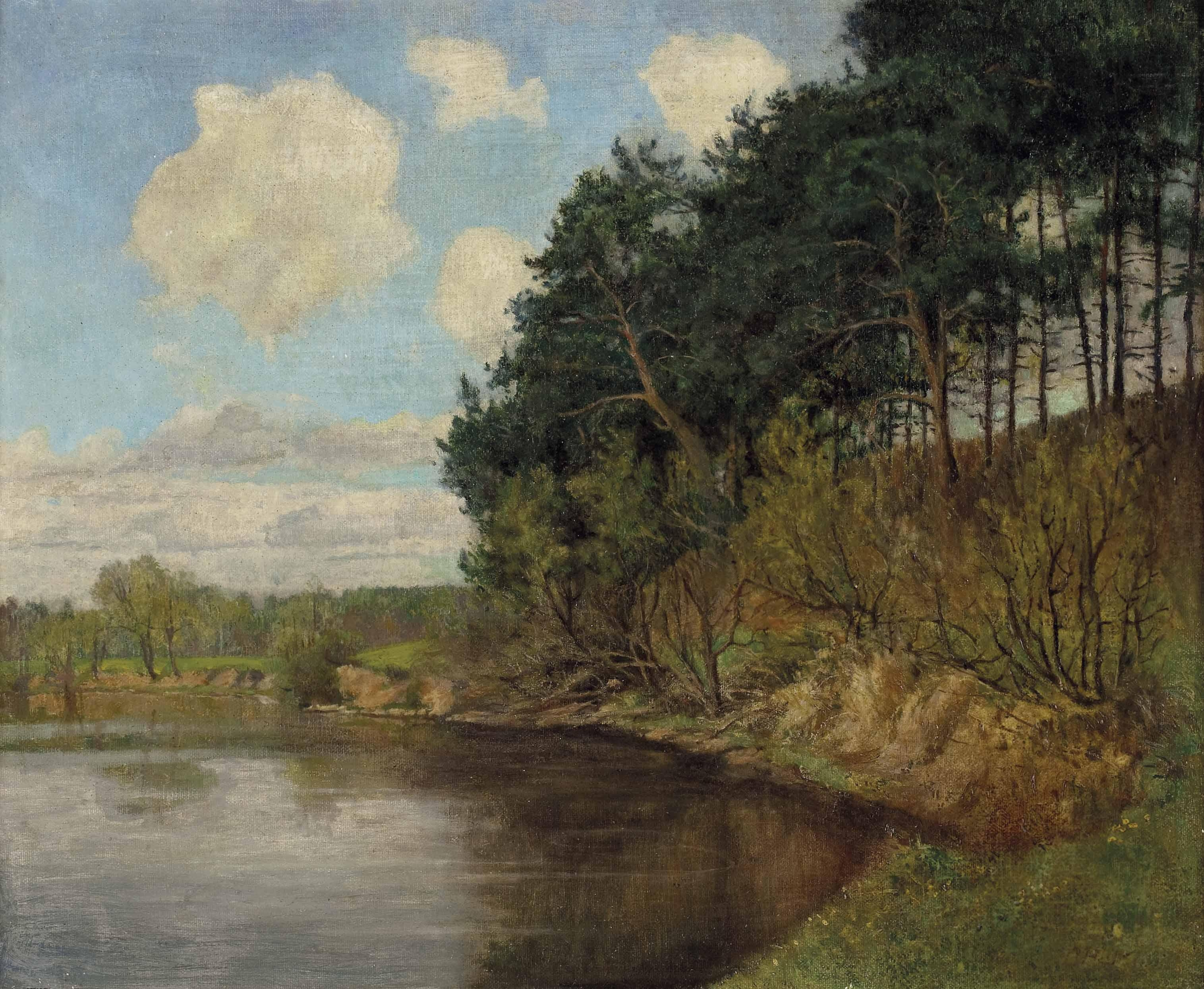
Jezero u Berlína (1925)
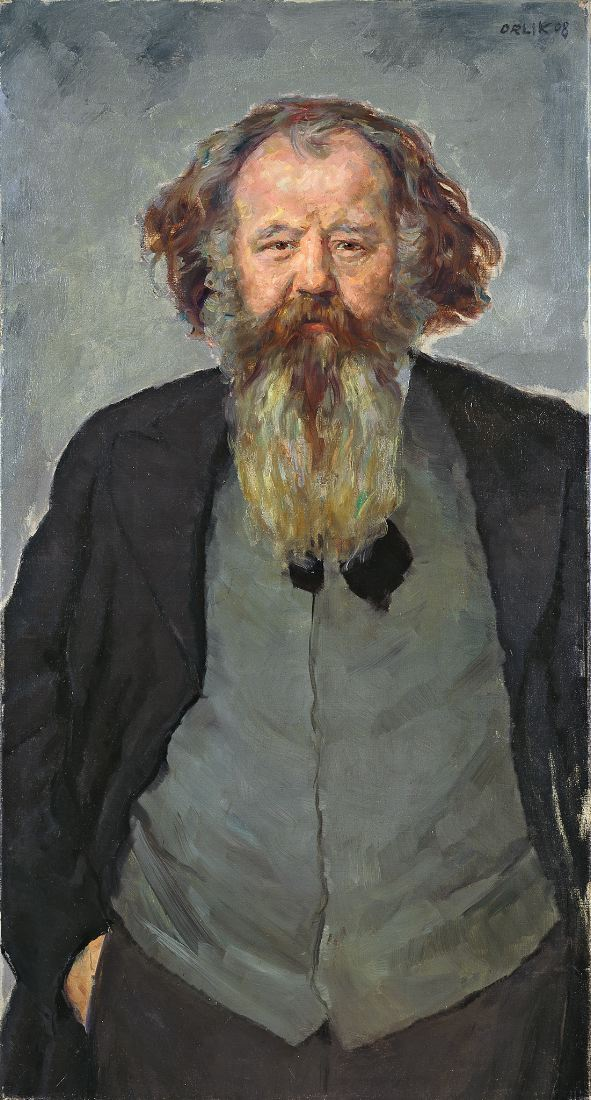
Portrét Hermanna Bahra (1908)
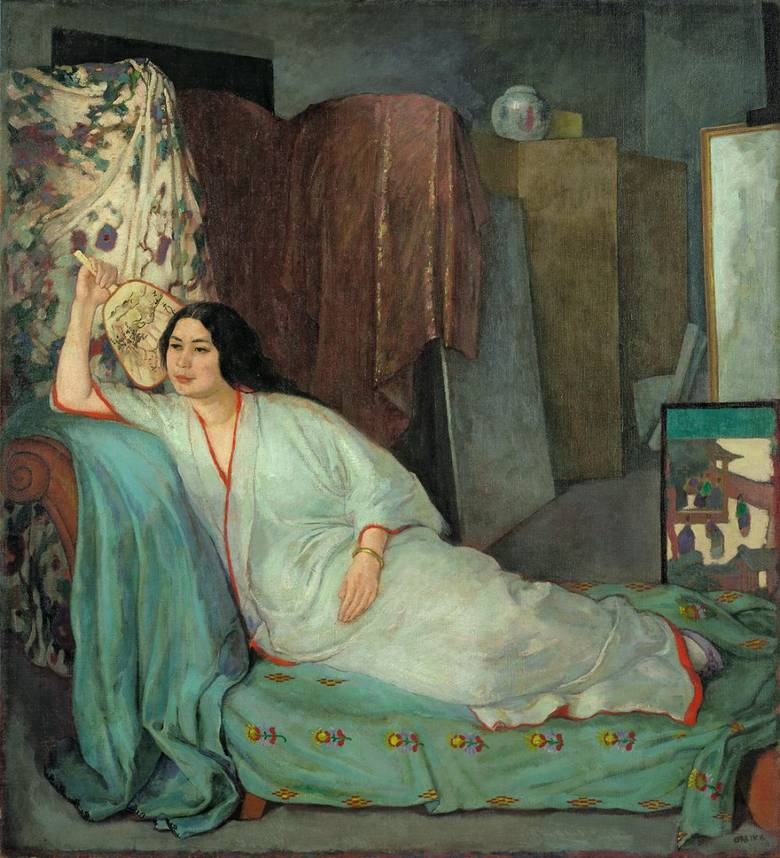
Žena na pohovce (1916)
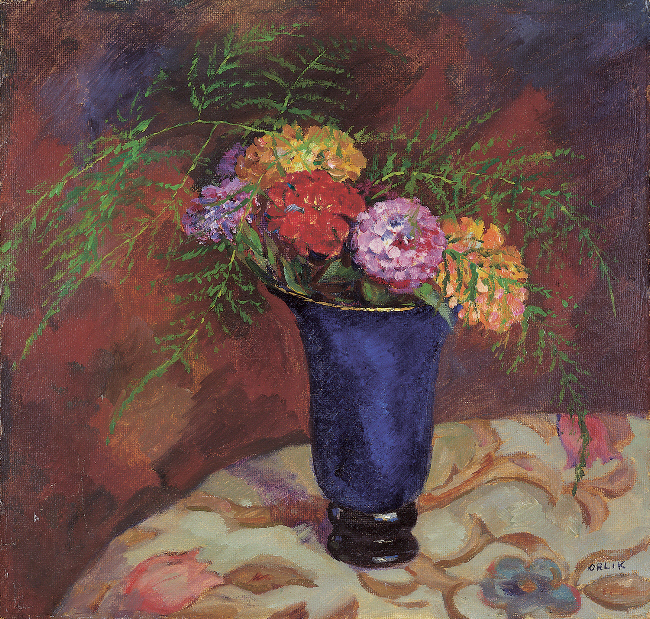
Květiny ve váze (1915)
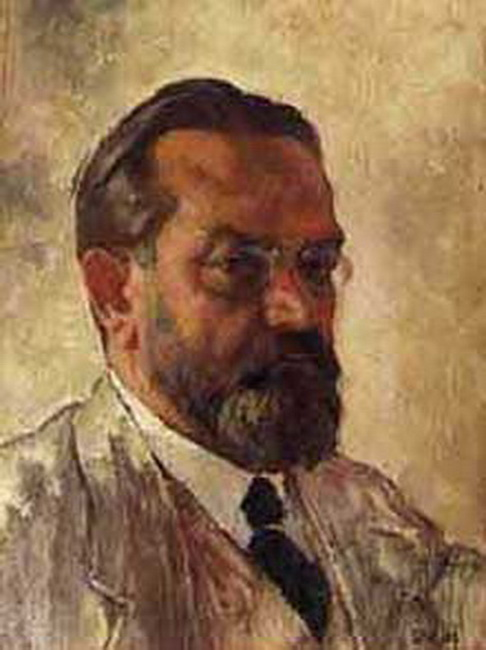
Autoportré, 20.léta 20. století
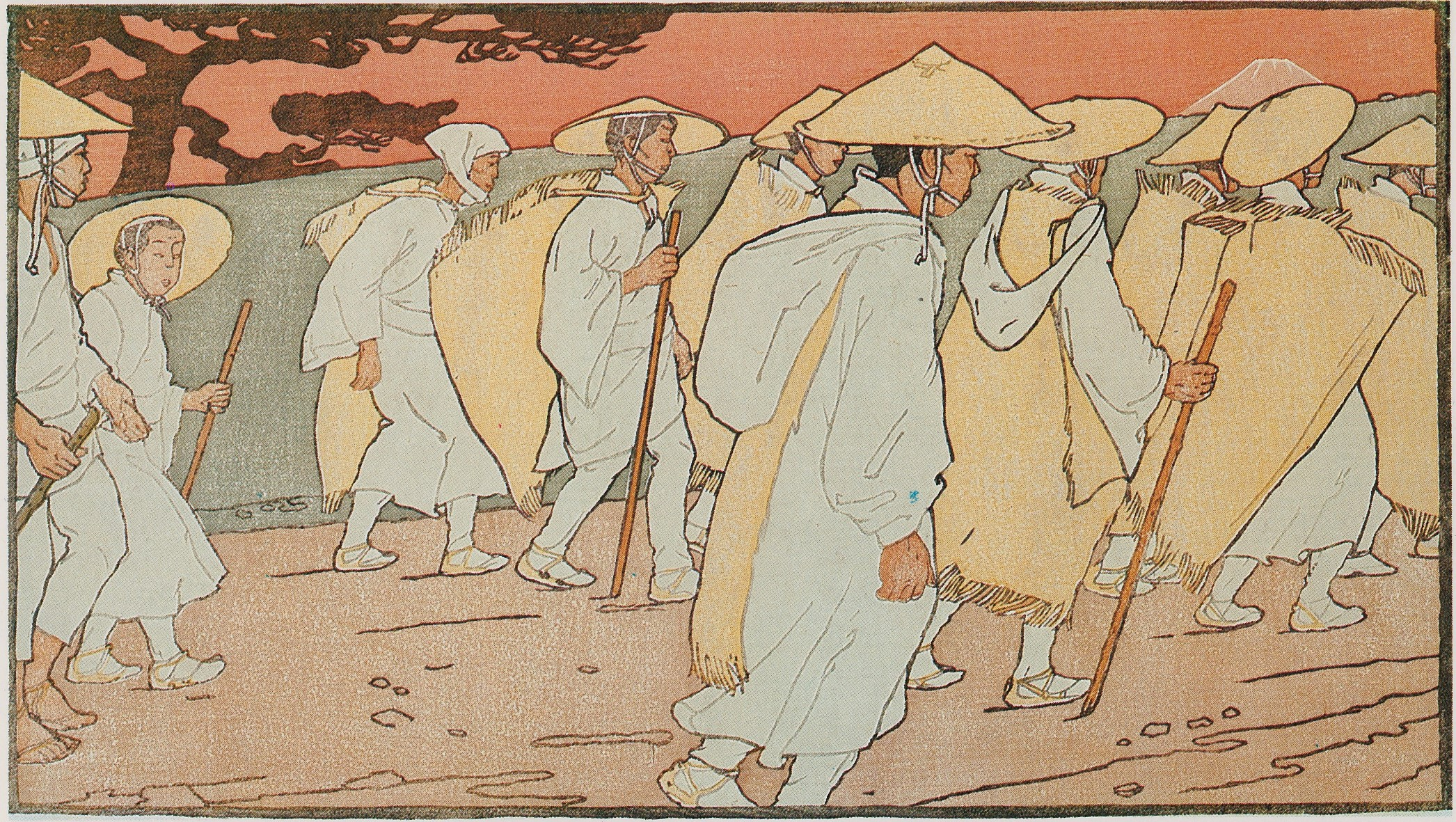
Poutníci k Fuji